# Käthe Kollwitz
Käthe Kollwitz (Königsberg, 8. srpnja 1867. – Moritzburg kraj Dresdena, 22. travnja 1945.), bila je njemačka grafičarka i slikarica.

## Životopis
Obrađujući teme iz života velegradskog proletarijata, stvorila je u crtežu i grafici vlastiti izraz s elementima ekspresionizma. Djelo joj je prožeto progresivnim političkim tendencijama angažirane umjetnosti. Radila je i kao kiparica. Za nacizma joj je bio zabranjen rad i izlaganje.

## Djela
- "Ustanak tkalaca",
- "Mrtvo dijete",
- "Gladna djeca",
- "Čekanje".

## Vanjske poveznice
|  | Zajednički poslužitelj ima još gradiva o temi Käthe Kollwitz |

- Käthe Kollwitz, Muzej Köln